# Ciganska lestvica
Izraz ciganska lestvica se nanaša na eno izmed več glasbenih lestvic poimenovanih po njihovi povezavi z romsko ali "cigansko" glasbo:
- Dvojna harmonična durova lestvica, sintetična lestvica, v kateri imata oba tetrakorda enako intervalno strukturo, tako kot zgornji tetrakord harmonične molove lestvice, znana tudi kot "bizantinska" lestvica.[1][2]
- Dvojna harmonična molova lestvica, znana tudi kot "madžarska" lestvica.[1][3]
- Frigijska lestvica, znana tudi kot "španska ciganska" lestvica ali "španska frigijska" lestvica.[1]